# Akio Chiba
Pour les articles homonymes, voir Chiba (homonymie).
ちば・あきお
Œuvres principales
Première œuvre : Kōsha Ura no Eleven
Autres ouvrages :
- Han-chan
- Michikusa
- Captain
- Play Ball
- Fushigi Tōbo-kun
- Champ

Akio Chiba (ちば あきお, Chiba Akio) est un dessinateur de manga japonais.
Il est né le 29 janvier 1943 à Shenyang dans la province chinoise du Liaoning (pendant l'occupation japonaise). En proie à un trouble bipolaire, il se donne la mort le 13 septembre 1984 . Il est le frère de Tetsuya Chiba (ちば てつや, Chiba Tetsuya).
En 1977, il remporte le Prix Shōgakukan dans la catégorie Shōnen pour Captain et Play Ball.

## Œuvres
- 1971 :
  - Akio Chiba, Kōsha Ura no Eleven, Shūeisha, février 1971 (1re éd. 1971) (pré-publié dans Bessatsu Shōnen Jump)
  - Akio Chiba, Han-chan, Shūeisha, septembre 1971 (1re éd. 1971) (pré-publié dans Bessatsu Shōnen Jump)
- 1972 :
  - Akio Chiba, Michikusa, Shūeisha, janvier 1972 (1re éd. 1972) (pré-publié dans Bessatsu Shōnen Jump)
  - Akio Chiba, Captain, Shūeisha (pré-publié dans Bessatsu Shōnen Jump, cette série sera publiée en 26 volumes – de 1972 à 1979 – puis adapté en série d'animation en 1980)[3]
- 1973 : 
  - Akio Chiba, Play Ball, Shūeisha (pré-publié dans Weekly Shōnen Jump, cette série sera publiée en 22 volumes – de 1973 à 1978)[4]
- 1982 :
  - Akio Chiba, Fushigi Tōbo-kun (ja), Shūeisha (Scénario de Tarō Nami, pré-publié dans Weekly Shōnen Jump. Cette série sera publiée de 1982 à 1983
- 1984 : 
  - Akio Chiba, Champ, Shūeisha (Scénario de Tarō Nami, pré-publié dans Weekly Shōnen Jump. Cette série sera publiée entre avril et novembre 1984 — dernière œuvre)